# Dzwonkówka tarczowata

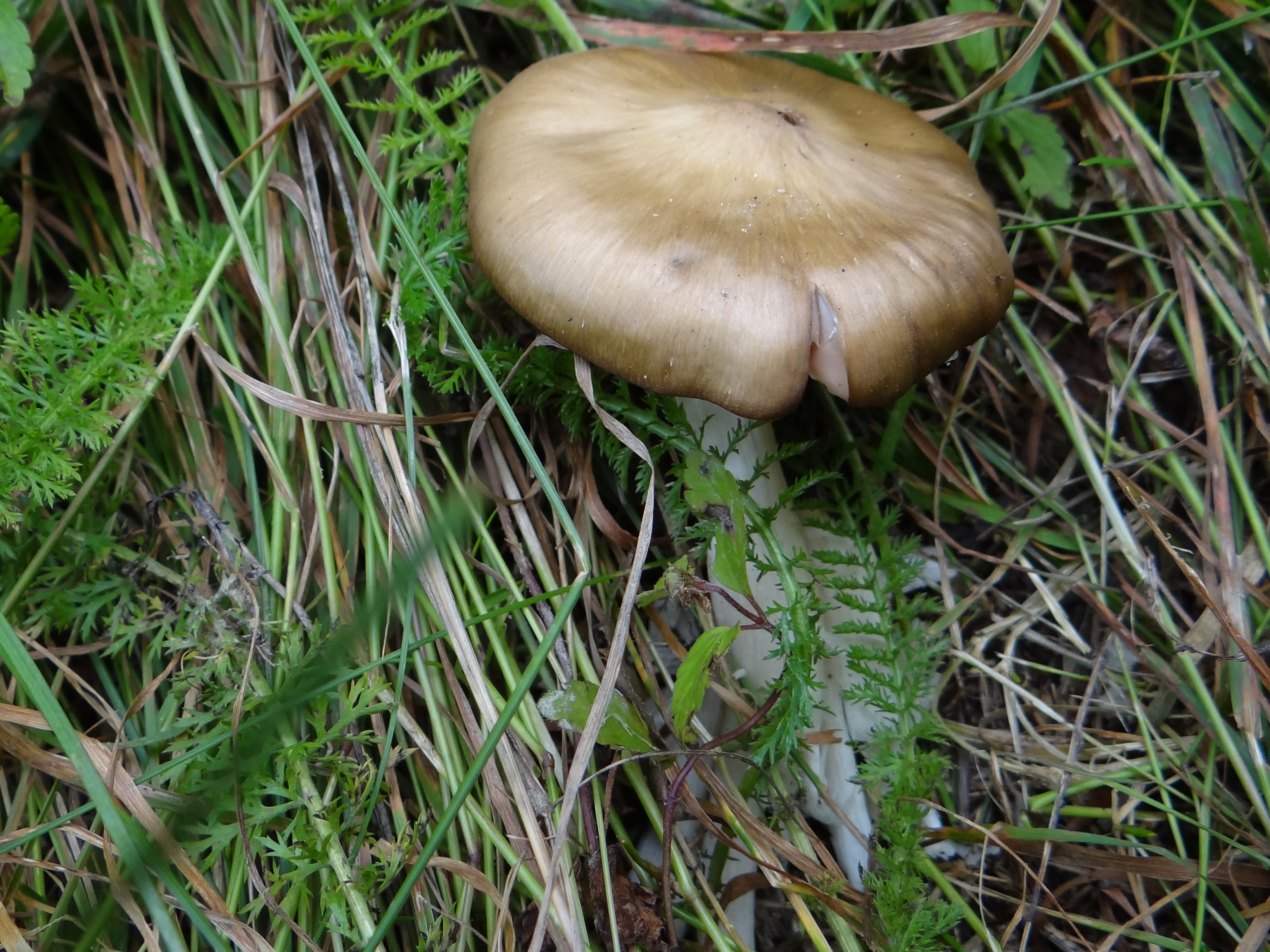

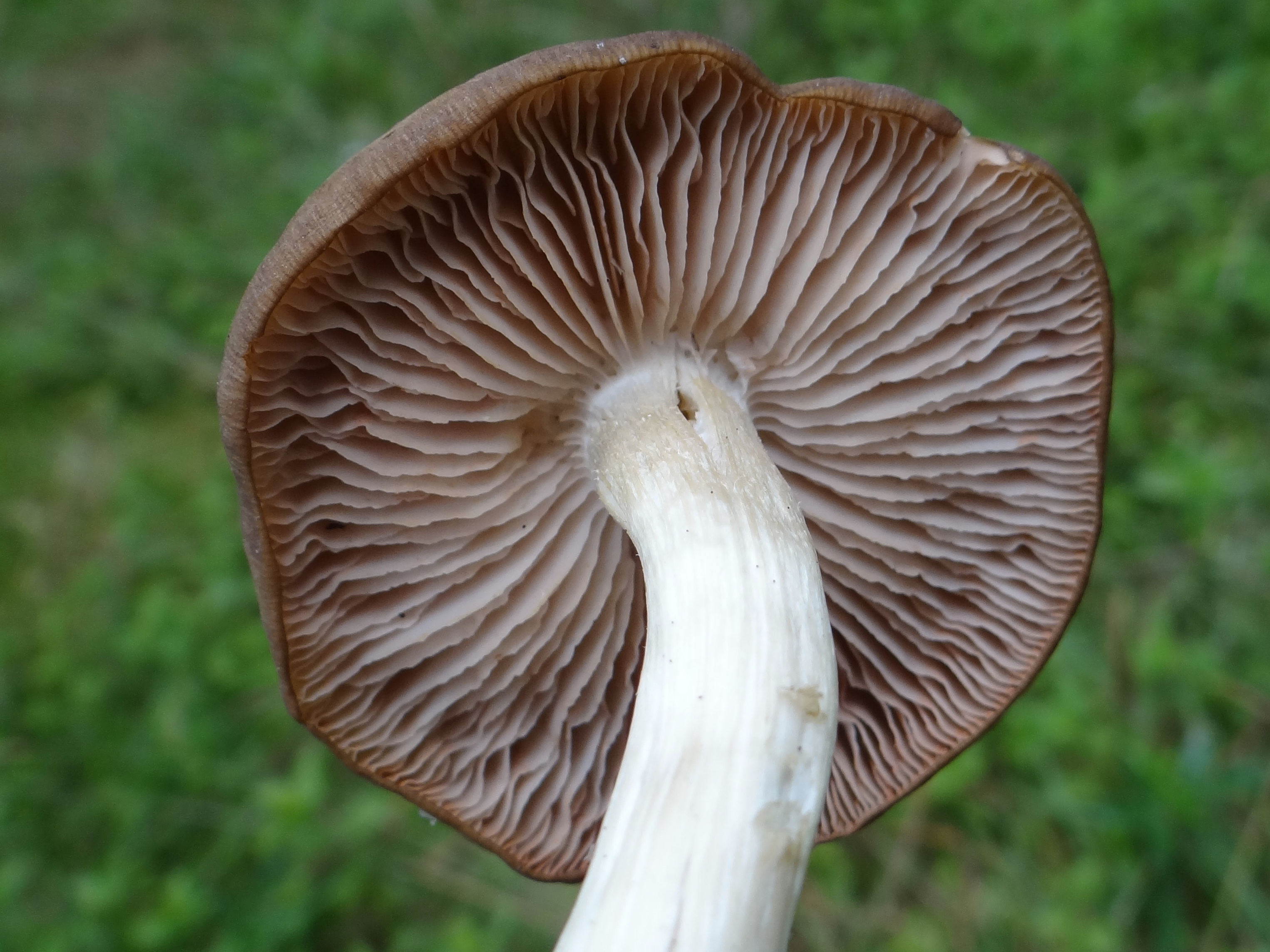

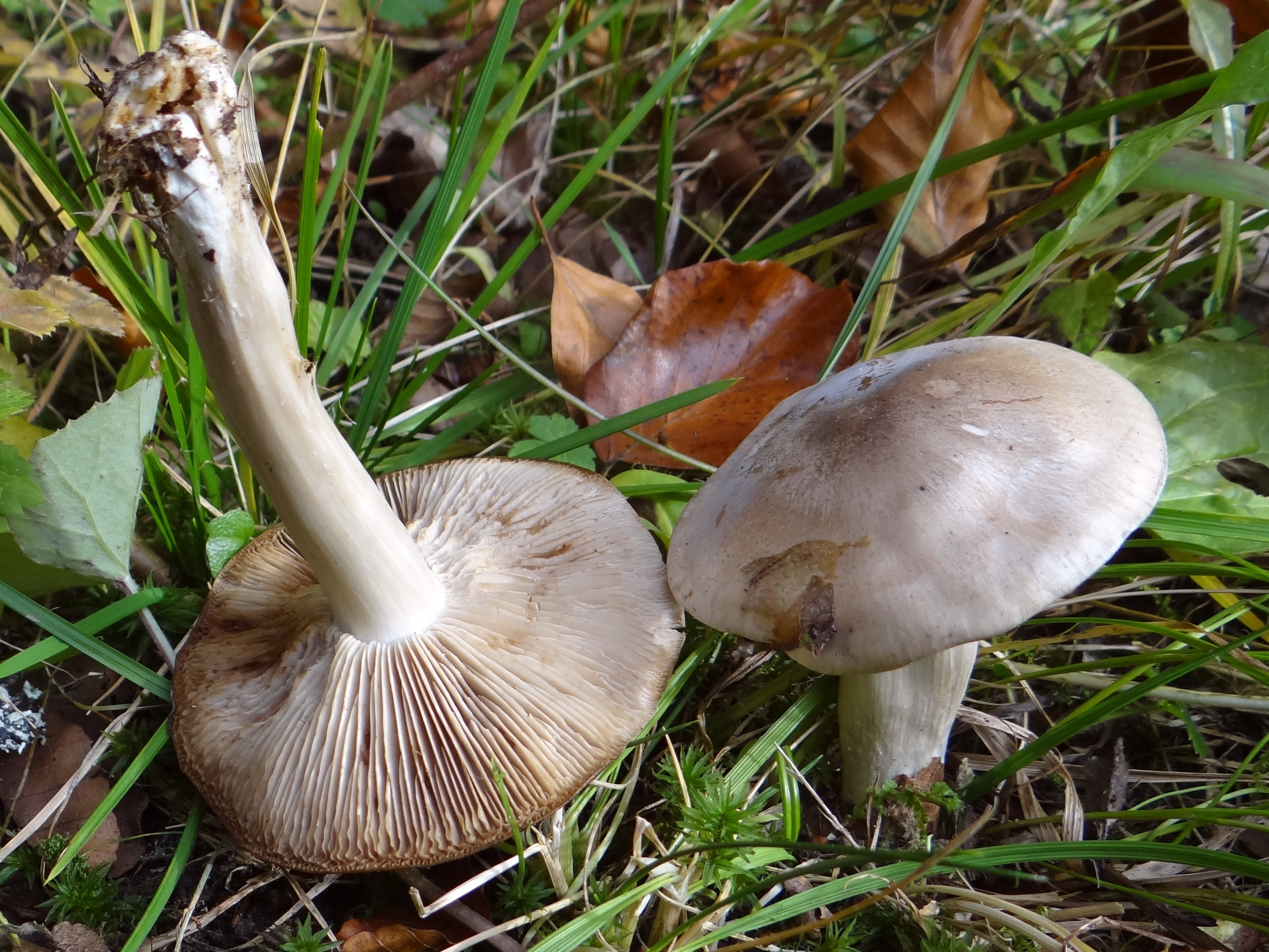

Dzwonkówka tarczowata (Entoloma clypeatum (L.) P. Kumm.) – gatunek grzybów z rodziny dzwonkówkowatych (Entolomataceae).

## Systematyka i nazewnictwo
Pozycja w klasyfikacji według Index Fungorum: Entoloma, Entolomataceae, Agaricales, Agaricomycetidae, Agaricomycetes, Agaricomycotina, Basidiomycota, Fungi.
Po raz pierwszy takson ten zdiagnozował w 1753 r. Karol Linneusz, nadając mu nazwę Agaricus clypeatus. Obecną, uznaną przez Index Fungorum nazwę, nadał mu w 1871 r. P. Kumm., przenosząc go do rodzaju Entoloma. Synonimów naukowych ma ponad 20. Niektóre z nich:

- Agaricus clypeatus L. 1753
- Agaricus clypeatus L. 1753 var. clypeatus
- Agaricus fertilis Berk. 1860
- Agaricus fertilis Pers. 1801
- Entoloma clypeatum (L.) P. Kumm. 1871
- Entoloma clypeatum (L.) P. Kumm. 1871 var. clypeatum
- Entoloma fertile Sacc. 1887
- Gymnopus fertilis (Pers.) Gray 1821
- Hyporrhodius clypeatus (L.) J. Schröt. 1889
- Rhodophyllus clypeatus (L.) Quél. 1886

Nazwę polską nadał Władysław Wojewoda w 2003 r. W polskim piśmiennictwie mykologicznym gatunek ten opisywany był też jako wieruszka tarczowata.

## Morfologia
Kapelusz
Średnica 6–12 cm, kształt początkowo półkolisty, później rozpostarty, ze stożkowatym garbkiem. Brzeg początkowo podwinięty, później powyginany. Jest higrofaniczny. Ma barwę od białawej (w stanie suchym) do ciemnobrunatnej w stanie wilgotnym. W suchym stanie ma powierzchnię jedwabisto błyszcząca, w czasie suszy łuskowato pęka.
Blaszki
Szerokie, przyrośnięte zatokowato do trzonu. U młodych okazów są białe, potem różowe, u starszych owocników brązowoczerwone. Często mają nierówne, faliste ostrza, a przy trzonie są zaokrąglone. Są średnio gęste, mają szerokość do 15 mm, liczba blaszek (L) wynosi 40-80, liczba międzyblaszek 1-7.
Trzon
Wysokość 8–13 cm, grubość do 1 cm, maczugowaty. Powierzchnia biaława, prążkowana, pokryta długimi szarobrązowymi włókienkami.
Miąższ
Biały, niezmieniający barwy po uszkodzeniu. Smak łagodny, zapach zjełczały.
Cechy mikroskopowe
Wysyp zarodników różowy. Zarodniki wielokątne, szeroko elipsoidalne, o rozmiarach (8,5–) 9,0–1 1,5 × (7.5–) 8,0–9,0 (–10,0) μm. Podstawki o rozmiarach (25–) 30–55 × 10–20 μm, 4–zarodnikowe, ze sprzążkami. Cystyd brak. Strzępki w skórce są cylindryczne, mają grubość 2–7 μm, sprzążki mają grubość do 12 μm. Sprzążki występują licznie we wszystkich strzępkach. Strzępki skórki są wewnątrzkomórkowo brązowo pigmentowane.
Gatunki podobne
Jest wiele podobnych gatunków dzwonkówek. Pewne rozpoznanie często możliwe jest tylko poprzez analizę ich zarodników pod mikroskopem. Podobne są m.in.:
- dzwonkówka wiosenna (Entoloma vernum), mniejsza, nie pachnąca mąką i z małą brodawką na kapeluszu[6].
- dzwonkówka kosmatotrzonowa (Entoloma hirtipes). Jest również higrofaniczna, ale ma delikatniejszy, cieńszy kapelusz i trzon, rośnie w lasach mieszanych i liściastych[5].
- dzwonkówka szara (Entoloma rhodopolium).

## Występowanie i siedlisko
Dzwonkówka tarczowata występuje w Ameryce Północnej, Europie oraz w Japonii. W Polsce jest pospolita. W piśmiennictwie naukowym podano wiele jej stanowisk. Nowe stanowiska podaje internetowy atlas grzybów.
Owocniki wytwarza wiosną (od maja do czerwca) oraz późną jesienią (od września do października). Rośnie na ziemi pod drzewami z rodziny różowatych (głóg, jabłoń, śliwa, grusza). Można ją spotkać w ogrodach, parkach, także na pastwiskach, łąkach, przy drogach. Czasami występuje gromadnie.

## Znaczenie
Grzyb mykoryzowy. Jest grzybem jadalnym, jednak nie zaleca się jego zbierania, gdyż łatwo może być pomylony z podobnymi, ale trującymi gatunkami dzwonkówek.